# Greip (luna)
Greip je retrogradni naravni satelit Saturna iz Nordijske skupine.

## Odkritje in imenovanje
Luno Greip so odkrili  Scott S. Sheppard, David C. Jewitt,  Jan Kleyna in Brian G. Marsden 26. junija leta 2006 na posnetkih, ki so jih naredili med 5. januarjem in 1. majem v letu 2006 .  Njeno začasno ime je bilo S/2006 S 4. Uradno ime je dobila leta 2007  po velikanki Greip  iz nordijske mitologije